# Древний Рим: Расцвет и падение империи
«Древний Рим: Расцвет и падение империи» (англ. Ancient Rome: The Rise and Fall of an Empire) — докудрама из шести эпизодов, выпущенная компанией BBC и впервые показанная на канале BBC One с 21 сентября 2006 года. Сюжет повествует о шести ключевых переломных моментах в истории Древнего Рима, о расцвете и падении великой Римской Империи.

## Сюжет
Основанный на обширном историческом исследовании сериал показывает интереснейшие страницы истории Древнего Рима. Римская республика приходит к своему закату. Жажда власти и амбиции великих мужей Рима, таких как Цезарь, Нерон, Константин создают великую Римскую Империю. Зритель становится свидетелем того, как создавалась Империя, как росла и достигла невероятного могущества и узнаёт, почему в конечном итоге она потерпела крах.

## Эпизоды
Данный проект компании BBC состоит из шести эпизодов.
| № | Название       | Время действия  | Содержание |
| - | -------------- | --------------- | --- |
| 1 | «Революция»    | II век до н. э. | 146 год до н. э. Юный воин Римской республики Тиберий Гракх в Африке участвует в осаде главного соперника Рима — Карфагена. Во время штурма Тиберий одним из первых взбирается на стену крепости. Карфаген повержен и разрушен, и Рим теперь — «столица мира». Тиберий возвращается в Рим, но вместо радости и счастья находит там растущий разрыв между богатыми и бедными. В новой войне в Испании Тиберий помогает заключить договор с мятежными племенами, но римский Сенат отказывается его ратифицировать. Против Тиберия выдвигаются обвинения и теперь единственный способ для него спастись — карьера народного трибуна, защитника бедных и обездоленных. Получив поддержку народа, Тиберий предлагает невиданные до сих пор проекты земельных реформ… |
| 2 | «Цезарь»       | I век до н. э.  | 52 год до н. э. В конце галльской войны, проконсул Гай Юлий Цезарь одерживает решающую победу. Вдохновлённые его речью войска, готовы спасти Рим от коррумпированных правителей и восстановить власть народа. Цезарь отказывается распустить армию и пересекает Рубикон, погружая Римскую Республику в гражданскую войну. Его старый друг Помпей вынужден выступить против него. Но Цезарь захватывает Рим и Помпей с войском вынужден бежать чтобы накопить огромную силу в Греции для решающей битвы... |
| 3 | «Нерон»        | I век           | 64 год. Император Нерон на своей вилле становится свидетелем Великого пожара в Риме и спешит обратно в столицу, чтобы спасти жизнь людей. Сенека вдохновляет императора «быть как боги» и построить новый город из мрамора и камня на руинах Рима. Великая стройка приводит казну к банкротству и вынуждает Нерона грабить храмы. Против него зреет заговор сенаторов. Но заговор раскрыт и заговорщики убиты. Нерон открывает самый большой фестиваль искусств в Римской истории, считая себя самым талантливым артистом. Император погружается в празднества и разврат, а тем временем иссякают последние деньги империи... |
| 4 | «Восстание»    | I век           | 66 год. В римской провинции Иудее евреи восстают против назначенного Нероном коррумпированного наместника и начинается Первая Иудейская война. На подавление восстания империя направляет квестора Тита и его отца Веспасиана. Римские легионы входят в Галилею. После трёх недель осады они захватывают Йотапату, где им сдаётся предводитель евреев Йосеф бен Матитьяху, который предсказывает Титу карьеру римского императора. Взяв с собой Иосефа в качестве переводчика, Тит направляет легионы на Иерусалим, который защищают еврейские «зелоты» и фанатики-«сикарии»... |
| 5 | «Константин»   | IV век          | 312 год. Захвативший власть в Риме Максенций объявляет войну находящемуся в Галлии законному императору Константину. Константин опережает Максенция и переходит Альпы. Перед решающей битвой Константина посещает видение, убеждающее его стать христианином и воевать под знаком креста. Начертав крест на щитах войска, Константин разбивает Максенция в битве у Мульвиева моста недалеко от Рима. Так Константин становится единственным Римским императором на западе империи, а христианство провозглашается главной религией империи. Но в восточной её части ещё остаётся правитель Лициний. Теперь приближённые убеждают Константина стать единственным императором «всего мира», и он задумывает хитрую интригу против Лициния...                      |
| 6 | «Падение Рима» | V век           | 408 год. Римская Империя уже окончательно распалась на «Западную» и «Восточную» части. «Западу» угрожают теснимые гуннами «варвары»-вестготы во главе с Аларихом и Атаульфом. Римский полководец Стилихон заключает мирный договор с вестготами, но в результате интриг придворных, слабовольный император «Запада» Гонорий казнит Стилихона и отменяет договор. Ранние вестготские переселенцы обвиняются императором в «заговоре», подвергаются репрессиям и массово бегут через границы империи к Алариху и Атаульфу. Вестготы возмущены предательством Гонория и готовятся к решительному походу на Рим... |

## Создатели
- Nick Murphy и Nick Green — режиссёры
- Samuel Sim — композитор

## Актёры
| Актёр            | Роль          |
| ---------------- | ------------- |
| Майкл Шин        | Нерон         |
| Питер Ферт       | Веспасиан     |
| Шон Пертви       | Юлий Цезарь   |
| Эд Стоппард      | Иосиф Флавий  |
| Кэтрин Маккормак | Поппея Сабина |